# Hylemya vagans
Hylemya vagans är en tvåvingeart som först beskrevs av Georg Wolfgang Franz Panzer 1798.  Hylemya vagans ingår i släktet Hylemya och familjen blomsterflugor. Arten är reproducerande i Sverige. Inga underarter finns listade i Catalogue of Life.